# Tamerlan Bašaev
Tamerlan Tausovič Bašaev (in russo Тамерлан Таусович Башаев?; Mosca, 22 aprile 1996) è un judoka russo.

## Palmarès
- Giochi olimpici

Tokyo 2020: bronzo nei +100 kg.
- Mondiali

Budapest 2021: argento nei +100 kg.
Abu Dhabi 2024: bronzo nei +100 kg.
- Europei

Tel Aviv 2018: argento nei +100 kg.
Praga 2020: oro nei +100 kg.
Zagabria 2024: bronzo nei +100 kg.
Podgorica 2025: bronzo nella gara a squadre.
- Europei Under-23:

Tel Aviv 2016: argento nei +100 kg.
Podgorica 2017: oro nei +100 kg.
- Mondiali juniores:

Abu Dhabi 2015: oro nei +100 kg.
- Europei juniores:

Bucarest 2014: bronzo nei +100 kg.
Malaga 2016: bronzo nei +100 kg.
- Europei cadetti:

Tallinn 2013: argento nei +90 kg.

### Vittorie nel circuito IJF
| Data          | Località     | Paese  | Categoria  |
| ------------- | ------------ | ------ | ---------- |
| 17 marzo 2019 | Ekaterinburg | Russia | Grand Slam |